# Dinastía cosroida
Los cosroides ( georgiano: ხოსრო [ვ] იანები, Khosro [v] ianni ), fueron los miembros de una dinastía de reyes y luego de príncipes presidentes (ie erismtavari) de Iberia y que reinaron en el inicio del siglo IV hasta el siglo IX en la región conocida luego bajo el nombre de Kartli.
De origen iraní, los cosroides podrían ser un linaje salido de la casa de Mihran (dinastía mihránida). La dinastía se convirtió al cristianismo hacia el año 337 e intentó mantener un cierto grado de independencia entre el Imperio romano de Oriente y los sasánidas. Tras la abolición de la monarquía en Iberia por los sasánidas hacia el 580, la dinastía se mantuvo en dos linajes nobiliarios rivales, a veces en competición, la rama mayor, dicha propiamente los «cosroides» y la menor llamada los «guaramidas», hasta el comienzo del siglo IX, cuando la sucesión del trono de Iberia pasó al linaje georgiano los bagratuni.

## Orígenes
Según las primeras tradiciones medievales georgianas, el primer rey cosroida, Mirian o Mihran (r. 284-361), accedió al trono gracias a su matrimonio con una princesa ibera heredera del último arsácida georgiano Aspagur. Hubiera sido impuesto sobre el trono de Iberia por su padre que las Crónicas georgianas nombran «Chosroes, Gran Rey de Irán»
Debido a la situación dominante de la dinastía sasánida de esta época en la región, todo hace pensar que la dinastía real de Iberia estaba bien ligada a los sasánidas; sin embargo, el enlace de parentesco exacto entre las dos dinastías permanece incierto. El nombre de «Chosroes» (o Josravi ) no fue utilizado por la dinastía de los sasánidas, hasta el siglo VI y las Crónicas georgianas, han interpretado el nombre del padre de Mirian «Chosroes» como un término teniendo el significado general de «Rey». Cyrille Toumanoff sugiere que los cosroides eran de hecho un linaje salido de la dinastía mihránida, una de las familias de príncipes partos incluidas en los siete grandes clanes de Partia, emparentada con los sasánidas, y de los que, otras ramas, accedieron a continuación a los tronos de Gogarene y de Gardman, dos principados caucásicos donde se mezclaban las tres naciones de los armenios, avares y georgianos.
El historiador georgiano Guiorgui Melikishvili duda, del origen iraní de los cosroides y los considera como una dinastía local que habría inventado un ancestro mítico extranjero, lo que es una práctica habitual en las genealogías feudales. Por este sistema, las Crónicas georgianas habrían magnificado el origen de Mirian haciendo de él el hijo del Gran Rey de Irán.

## Primeros cosroides
La ascensión del linaje de los mihránidas sobre los tronos caucásicos es de hecho por el resultado de las victorias de los sasánidas sobre el poder subsistentes en la región de la dinastía arsácida, cuyo linaje armenio fue en adelante vasallo y el de Iberia acababa de extinguirse. Como vasallo del gran rey iraní, Mirian III, el fundador de la dinastía cosroida, participó en la guerra entre los sasánidas y el Imperio romano.
Sin embargo, tras la firma de la paz de Nisibis en el 298, Roma reconoció la soberanía de Persia sobre el este de Georgia, pero también a Mirian como rey de Iberia. Mirian se adaptó rápidamente a la evolución de la situación política del Cáucaso y estableció lazos estrechos con Roma. Este acercamiento fue reforzado tras la conversión por la misionera cristiana, Ninó, del rey Mirian, de su esposa Nana junto con los miembros de su corte al cristianismo hacia el año 337.
Los sasánidas prosiguieron su combate con Roma con el fin de mantener su influencia sobre el reino de Iberia, consiguieron destituir a Sauromaces II de Iberia , el sucesor romanófilo de Miriam, y su reemplazo en el 361 por el proiraní «Aspacures II», identificado por Cyrille Toumanoff con el nombre del rey Varaz Bakur I de Iberia en la tradición georgiana. El emperador romano Valente intervino inmediatamente y restauró a Sauromaces II sobre su trono en el 370, aunque el hijo y sucesor de Varaz Bakur I, Mitrídates III de Iberia (365-380), obtuvo el derecho de conservar el control de la parte oriental del reino.
No obstante, tras el hundimiento de la potencia romana consecutivo a la batalla de Adrianópolis el año 378, los sasánidas impusieron sus reivindicaciones de soberanía reunificando Iberia bajo la autoridad de Mitrídates III. Es entonces cuando empezaron a exigir el pago de un tributo por el país.
Los romanos tuvieron que formalizar la pérdida de su influencia en Iberia durante el tratado de Acilisene concluido con Irán en el 387. El avance de la influencia iraní en el este de Georgia, incluyendo el desarrollo del zoroastrismo, fue combatido por la Iglesia cristiana y una parte de la nobleza. La invención del alfabeto georgiano fue, como la Armenia contemporánea, un vector esencial de la propagación de la cultura grecolatina y de la religión cristiana, y el resultado más importante de esta lucha.
Los reyes cosroides del reino de Iberia, aunque cristianos, permanecieron generalmente, fieles a sus soberanos iraníes hasta Vajtang I Gorgasali, que es quizás el más célebre rey cosroida de Iberia y que es tradicionalmente considerado como el fundador de la capital de la Georgia moderna, Tiflis. Vajtang I modificó la orientación política de Georgia el año 482 cuando alineó su país y la Iglesia ortodoxa georgiana en la línea política del Imperio romano de Oriente, sobre todo aliándose con el príncipe armenio Vardán Mamikonián en una revuelta abierta contra el Imperio sasánida. Prosiguió hasta el final de su vida un combate desesperado y sin éxito contra la hegemonía sasánida.

## Últimos cosroides
Tras la muerte de Vajtang I el año 502/522, la familia de los cosroides comienza a declinar y no ejerce ya su poder más que en una parte reducida del reino de Iberia, mientras que, desde Tiflis, los virreyes iraníes gobiernan el país con el acuerdo tácito de los príncipes de la nobleza local.
Cuando Bakur III de Iberia murió el año 580, los sasánidas aprovecharon la oportunidad de abolir la monarquía sin encontrar resistencia de la aristocracia de Iberia. Despojados de la corona real, los herederos de Vajtang I, el linaje mayor de los cosroides, permanecieron en su monte-fortaleza de la región de Kajetia, mientras que la rama joven, los guaramidas, se mantenían en Klarjeti y Javakheti .
Un miembro de este linaje, Guaram I de Iberia, se amotinó en el 588 contra la soberanía de los sasánidas y proclamó su lealtad al emperador romano de Oriente Mauricio, quien le concedió la dignidad de curopalate. Llegó a restaurar la autonomía de Iberia recibiendo el título de «príncipe-primate», un arreglo aceptado por Persia durante el tratado de paz de Tiflis del 591 confirmó la división de Iberia entre romanos de Oriente y persas.
El hijo y sucesor de Guaram I, Esteban I de Iberia, aunque cristiano ortodoxo, transfirió su lealtad a los sasánidas y reunificó Iberia, lo que supuso una reacción vigorosa del emperador romano de Oriente Heraclio que, aliado con los jázaros, hizo campaña en Iberia y tomó la ciudad de Tiflis tras un difícil asedio en el 627, los jázaros mataron a Esteban, y Heraclio concedió su cargo al cosroida pro-romano de Oriente el príncipe Adarnase I de Iberia.
Reinstalada por Heraclio, la dinastía cosroida conservó su alianza con Constantinopla, sin embargo, Esteban II de Iberia se vio obligado reconocerse tributario del califato árabe, que había convertido la potencia dominante en la región después de la eliminación de los sasánidas. Tras la muerte de Adarnase II de Iberia, el linaje rival de los guaramidas, con Guaram II de Iberia, retomó el poder y la rama mayor de los cosroides volvió a su feudo de Kajetia, donde se produjeron miembros eminentes como Archil I el mártir, proclamado santo por la Iglesia ortodoxa georgiana después de haber sido martirizado por musulmanes en 786.
Tras la muerte de Archil, su hijo mayor Juan de Kajetia se retiró a la región de Egrisi, en el oeste de Georgia que estaba bajo el dominio romano de Oriente, mientras que su hermano pequeño Juansher de Kajetia, permaneció en el país, donde se casó con Latavri, hija del príncipe Adarnase I de Tao-Klarjeti, duque de Tao-Klarjeti, el fundador de la dinastía georgiana Bagrationi. Latavri y su padre Adarnase son recordados en una inscripción en un monasterio cerca de Ajalgori.
El linaje principal de los cosroides no sobrevivió más de dos decenios a la rama menor de los guaramidas, extinguida en el 786, que desapareció también después de la muerte de Juansher hacia el año 807. Las posesiones cosroidas de Kajetia fueron usurpadas por dinastas locales que formaron la sucesión de los llamados «corbisbos» hasta el siglo XI, mientras que los estados de los guaramidas pasaron por herencia a sus parientes de la dinastía bagrátida.

## Lista de los gobernantes cosroidas

### Reyes de Iberia
- Mirian III, 284–361
- Rev II, co-rey 345–361
- Sauromaces II, 361–363, diarca 370–378
- Aspacur II, 363–365
- Mitrídates III, 365–380, diarca 370–378
- Aspacur III, 380–394
- Tiridates, 394–406
- Farasmanes IV, 406–409
- Mitrídates IV, 409–411
- Archil, 411–435
- Mitrídates V, 435–447
- Vajtang I Gorgasali, 447–502
- Dachi II, 502–514
- Bacurio II, 514-528
- Farasmanes V, 528–542
- Farasmanes VI, 542–547?
- Bacurio III, 547–580?

### Príncipes presidentes de Iberia y Kajetia
- Adarnase I, príncipe de Kajetia (c. 580-637) y de Iberia, 627-637/642.
- Esteban II, príncipe de Kajetia y de Iberia, 637/642-c. 650.
- Adarnase II, príncipe de Kajetia y de Iberia, c. 650-684.
- Esteban, príncipe de Kajetia, 685–736
- Mirian, príncipe de Kajetia, 736–741
- Archil el mártir, príncipe de Kajetia, 736–786
- Juan, príncipe de Kajetia, 786–790
- Juansher, príncipe de Kajetia, 786–807